# 元和の大殉教

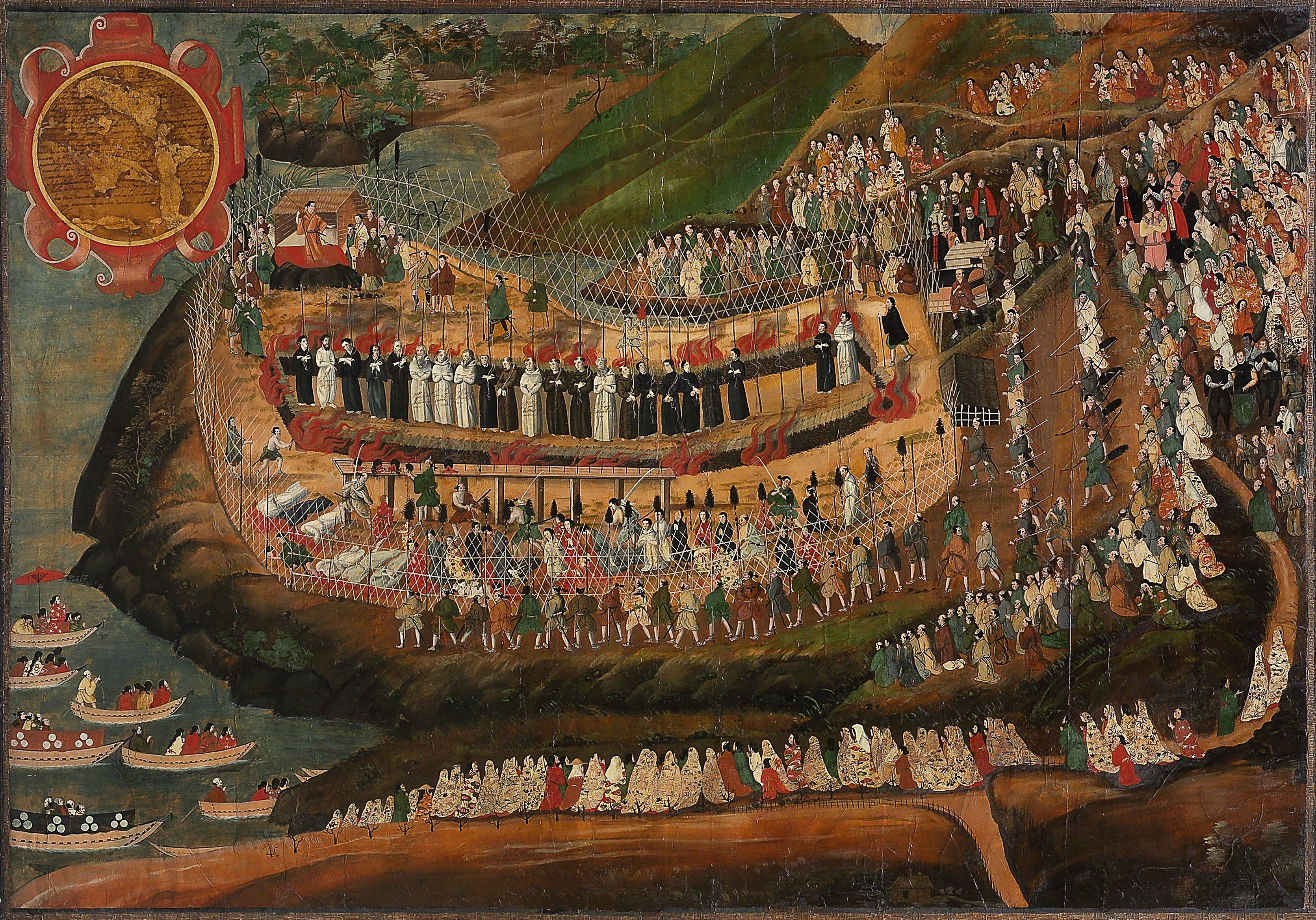
元和大殉教図

元和の大殉教（げんなのだいじゅんきょう）とは、江戸時代初期の元和8年8月5日（1622年9月10日）、長崎の西坂でカトリックのキリスト教徒55名が火刑と斬首によって処刑された事件である。日本のキリシタン迫害の歴史の中でも最も多くの信徒が同時に処刑された。「長崎の大殉教」とも呼ばれる。
この事件後、江戸幕府による弾圧はさらに強化されていく。
また、平戸オランダ商館員やイエズス会宣教師によって詳細が海外に伝えられたため、26聖人の殉教や京都の大殉教と並んで日本の歴史の中で最もよく知られた殉教事件の1つとなっている。なお、キリシタンへの厳しい弾圧のなかで起きたため当時の文献史料が乏しいと指摘するものもある。

## 事件の概要

### キリスト教の禁止
徳川幕府は豊臣秀吉の禁教令を引き継いでキリスト教を禁止し、司祭や修道士、同宿（伝道士）を捕らえては牢に入れていた。

### 処刑場所
死亡者のうち33名は大村領鈴田（大村市）、他の者は長崎（長崎市）の牢獄に数年間つながれていたが、全員の処刑命令が出たことを受け、浦上を経由して西坂に連行され、そこで処刑されることになった。

### 処刑された者
処刑されたのは神父や修道士、老若男女の信徒であった。女性や幼い子供が多いのは、宣教師をかくまった信徒の一家全員を処刑したからであった。

#### 火刑
その内訳は、火刑された者が25名であった。
その中にはイエズス会、フランシスコ会、ドミニコ会の司祭9人と修道士数名が含まれていた。イエズス会員カルロ・スピノラ神父もそのうちの1人であり、彼は数学と科学に精通し、慶長17年（1612年）に長崎で日本初の月食の科学的観察を行って緯度を測定したことで知られている。

#### 斬首
また、残る30人は斬首となった。
斬首された者の中には、日本人だけでなくスピノラをかくまったことで逮捕・処刑されていたポルトガル人ドミンゴス・ジョルジの夫人・イサベラと彼の忘れ形見である4歳のイグナシオもいた。

## 元和大殉教図
この処刑の様子を見ていた修道士で、かつてセミナリヨで西洋絵画を学んでいた者が様子をスケッチし、マカオで完成させた油絵がローマに送られた。
これは「元和大殉教図」として知られ、イエズス会本部であったローマのジェズ教会に保管され、今に伝えられている。この事件の後、迫害はさらに徹底され、弾圧は凄惨なものになっていく。
左下の小舟で「三つ星の家紋（松浦星）」を掲げているのは、セバスチャン木村、マリア木村、アポロニアの関係者である平戸松浦氏の者達と思われる。

## 列福
1868年、ローマ教皇ピウス9世によって55人全員が列福された。

## 火刑された者
- カルロ・スピノラ（イエズス会司祭）
- セバスチャン木村（フランス語版）（イエズス会司祭。日本人初の司祭。肥前国の平戸島出身[6][7]）
- フランシスコ・デ・モラレス（ドミニコ会。一旦国外追放後に再入国し、村山徳安に匿われていた。）
- ハシント・オルファネル（ドミニコ会士。「日本キリシタン教会史」著。享年43歳）
- アロンソ・デ・メーニャ（ドミニコ会）
- リカルド・デ・サンタ・アナ（フランシスコ会）
- 村山徳安（村山等安の長男。モラレスを匿った罪。等安もキリシタンを擁護したことと大坂の陣で豊臣家に肩入れした嫌疑で処刑されている。）
- パブロ永石（日本人男性）
- アントニオ三箇（日本人男性。河内国三箇城主三箇頼照の孫。幼少期に安土のセミナリヨで学び、アレッサンドロ・ヴァリニャーノに「不器用で、大した人物でなく、頭を患っていた」と評され、退学処分となっている。享年55歳）
- パウロ田中（日本人男性）
- ルシア・デ・フレイタス（日本人女性。薩摩の武士の娘で、ポルトガル人フィリーペ・デ・フレイタスと結婚。長崎にて自宅を宣教師に提供していた。80歳位。火刑者の中の唯一の女性）

ほか総勢25名

## 斬首された者
- マリア木村・デ・村山（村山徳安の妻。肥前国 松浦郡 平戸島の木村一族である末次平蔵の姪で養女[7]）
- イサベラ・ジョルジ（ポルトガル人女性）
- イグナシオ・ジョルジ（ポルトガル人イサベラの息子。4歳）
- アポロニア（日本人女性。肥前国 松浦郡 生月島の籠手田一族）
- イグナチア（日本人女性）
- マリア棚浦（日本人女性）
- マリア秋雲（日本人女性）
- マグダレナ三箇（アントニオ三箇の夫人。摂津国出身）
- ペドロ（アントニオの息子。3歳）
- カタリナ（日本人女性）
- ドミニカ（日本人女性）
- テクラ永石（パブロ永石の夫人）
- クララ山田（日本人女性）
- ダミアン多田（日本人男性）
- ミゲル多田（ダミアン多田の息子。5歳）
- クレメント（日本人男性）
- アントニオ（クレメントの息子。3歳）

ほか総勢30名